# Dasyhelea

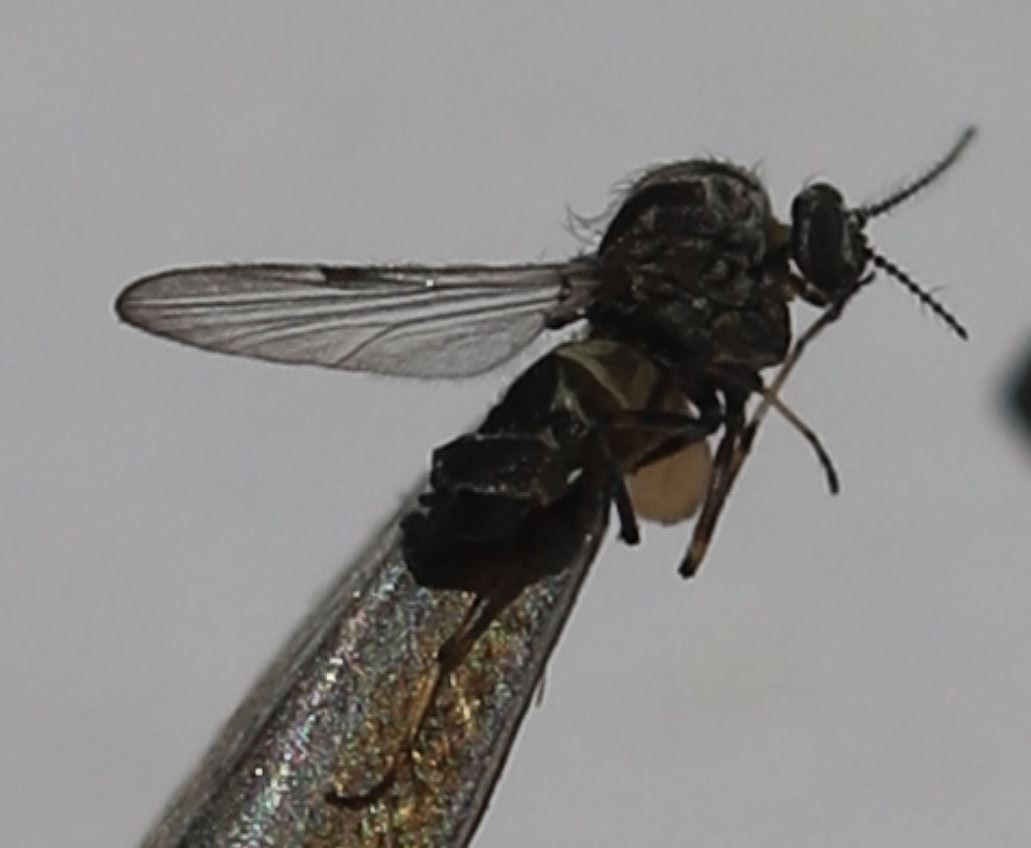
Dasyhelea incisurata

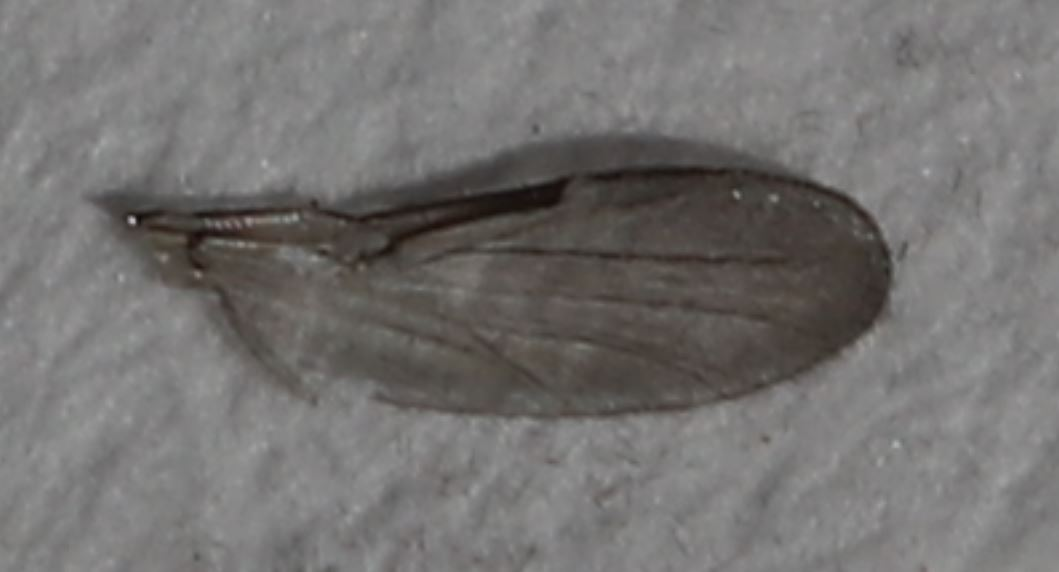
Flügel von Dasyhelea incisurata

Dasyhelea ist eine Gattung der Gnitzen (Familie Ceratopogonidae). Sie ist die einzige Gattung der Unterfamilie Dasyheleinae. Es gibt etwa 600 Arten weltweit, davon etwa 70 Arten in Europa und etwa 40 Arten in Nordamerika.

## Merkmale
Die Imagines werden 2–3 mm lang. Die Geißelglieder der Männchen sowie die der meisten Weibchen sind nicht von zylindrischer Form. Von den Geißelgliedern stehen seitlich Härchen ab. Die Flügel weisen eine charakteristische Flügeladerung auf, bei welcher die Radiuszelle R auf halber Flügellänge abrupt endet. Die Larven besitzen ein Analsegment mit einziehbaren Bauchfüßen. Die Kopfkapsel der Larven ist vollständig sklerotisiert. Die Eier weisen eine C-förmige Gestalt auf. Sie werden in größeren Gruppen abgelegt, gewöhnlich in einer Gelatine-artigen Masse.

## Lebensweise
Die Larven entwickeln sich in Gewässern, wo sie sich von Detritus und pflanzlichem Material ernähren. Die Imagines ernähren sich von Pflanzennektar und im Gegensatz zu anderen Vertretern der Gnitzen nicht vom Blut von Wirbeltieren.